# Phare du Tévennec
Le phare du Tévennec est situé à la pointe occidentale de la Bretagne (département du Finistère), dans la partie nord du raz de Sein au large de la pointe du Van. Feu devenu permanent dès 1910 du fait de son accès difficile et de l'absence de gardiens volontaires, il accompagne le phare de la Vieille dans la sécurisation du passage du raz de Sein qui présente de nombreuses difficultés.
Il a été inscrit au titre de monument historique par arrêté du 31 décembre 2015,.
Tévennec, traditionnellement connu pour sa légende de phare maudit est l'unique maison-phare construite au large. Pour ces raisons, il est connu du monde entier et représente un des lieux les plus emblématiques du patrimoine des phares en France.

## Confusions possibles
Tévennec est le nom du rocher qui porte le phare. Les cartes du XVIIIe siècle indiquent "le Grand Stevennet", qui fut aussi son nom. Les cartes de Beautemps-Beaupré du XIXe siècle indiquent comme nom "Le Tévennec". Partout le nom de ce rocher est précédé de l'article défini "le". Si l'usage contemporain veut que l'article tombe, son utilisation est préférée.
Les appellations utilisée sont donc les suivantes :
"Le Tévennec" pour le nom du rocher, ce qui induit l'usage de la contraction "du" pour "le phare du Tévennec".
"Tévennec" seul pour évoquer le phare appartenant au rocher en le désignant avec le seul possessif "de":  "le secteur blanc de Tévennec".
Ainsi, "la légende du Tévennec" signifie que l'on parle de la légende du rocher tandis que "la légende de Tévennec" signifie qu'il s'agit de la légende du phare du Tévennec.

## Sécuriser le raz de Sein
Jusqu'à la mise en service de Tévennec en 1875, il n'y avait dans le secteur de Sein que deux phares : celui de l'île de Sein, phare de second ordre à courtes éclipses allumé en 1839 et le feu fixe de premier ordre allumé en 1839 au sommet de la pointe du Raz et dénommé feu du Bec du Raz. Cette disposition était conforme au préconisations du rapport de la Commission des Phares de 1825 (Voir ci-dessous l'extrait du rapport "Côte de l'océan").
Vu du large la nuit, ces deux feux éclairant à grande hauteur (ancien phare de Sein environ 40 m et le feu du bec du Raz environ 90 m dont 72 m d'altitude)  ne pouvait indiquer au niveau de la mer la présence des îlots et récifs qui foisonnent aux abords et dans le passage du Raz de Sein.
Au cours du chantier de Tévennec, dans un avis du 14/11/1873 la Commission se pencha sur le moyen d'indiquer les eaux saines du raz (passage sans dangers). L'idée d'utiliser des secteurs de feux rouge et blanc émergea mais le feu du Bec du Raz, en hauteur sur la pointe, ne pouvait en être doté, car c'était un feu de  premier ordre à longue portée. Or l'utilisation des couleurs diminue sensiblement la portée des feux. La Commission, soucieuse des dépenses engagées dans cette région imagina une solution moins onéreuse que la construction d'un nouveau phare. Elle proposa de couvrir les dangers de Tévennec par un secteur rouge installé sur le phare de Sein. Cela fut repoussé car jugé peu fiable à l'usage. Il fut donc décidé de construire un feu à secteurs sur Tévennec, ce qui entraîna la nécessité d'un phare bien en avant de la pointe du Raz (La Vieille) puis plus tard en 1937 la construction du feu à secteurs du Chat au SE du plateau de Sein. Enfin un phare sur la roche Ar-Men sera allumé en 1881 au bout de la chaussée de Sein. Un demi-siècle de travaux titanesques s'ouvrait...

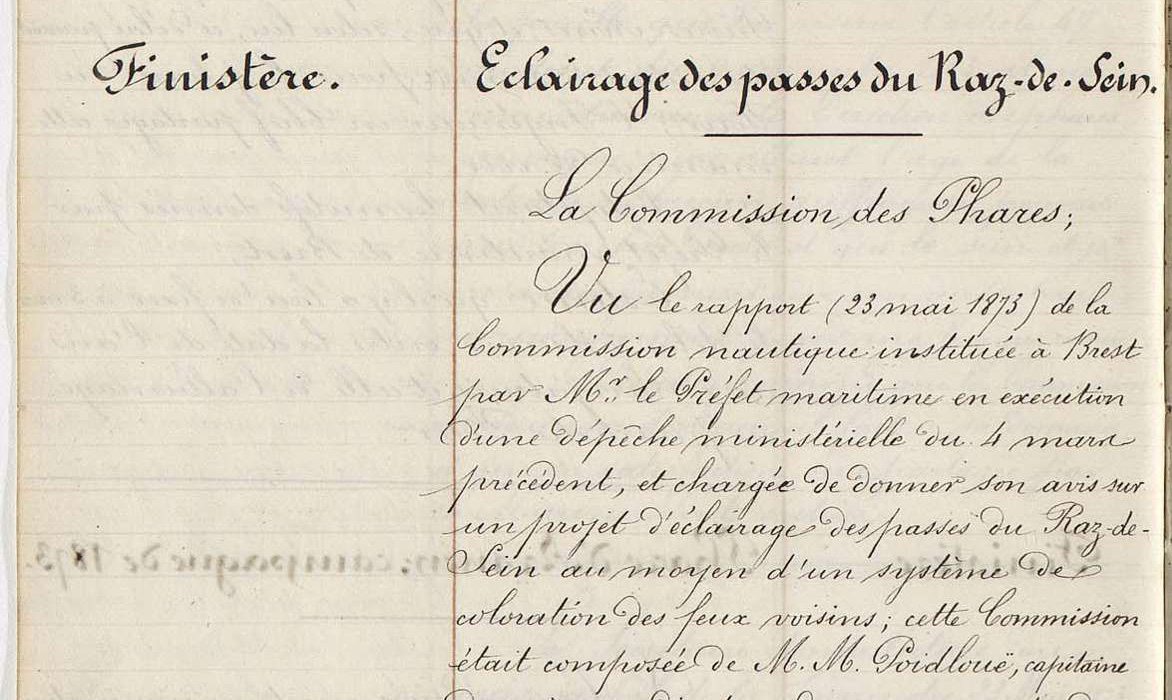
Extrait de l'avis du 14/11/1873 de la Commission des Phares

La construction du phare d'Ar-Men, destiné à sécuriser le contournement par l'ouest de la chaussée de Sein qui s'étend vers le large à partir de l'île du même nom, a commencé en 1869. Mais il existe aussi un passage maritime entre l'île de Sein et la pointe du Raz qui constitue un raccourci entre le golfe de Gascogne et l'Iroise pour les navires parcourant les eaux côtières et autorisés à le faire (zone de navigation réglementée à la suite des grands naufrages de tankers dont l'Amoco Cadiz). Ce passage, nommé Raz de Sein, est très dangereux à cause de ses violents courants dus aux marées (raz en breton signifie « courant rapide »). À marée montante (flot) le courant porte du sud au nord, soit du golfe de Gascogne vers Brest. À marée descendante (jusant) le courant prend le chemin inverse vers le sud. Par fort coefficient de marée supérieur à 100 le courant peut atteindre 6 à 7 nœuds (11 à 13 km/h env.)  en certains endroits. Les eaux du Raz de Sein sont souvent comparées à un "tapis roulant" ce qui signifie que dans la plupart des cas, sauf aux marées de petits coefficients, les navires qui passent le Raz doivent le faire dans le sens du courant et à condition que le vent soit dans la même direction car un vent moyen à contre-courant peut lever dans le Raz une mer escarpée et dangereuse. A fortiori par vent plus fort. Par gros temps tout passage est exclu.
Cette image de "tapis roulant" explique tout le danger de la navigation dans ce secteur car la roche émergée du Tévennec cache en réalité un grand plateau rocheux qui barre la sortie nord du Raz de Sein. Tout navire en panne de propulsion (sans vent ou en panne de moteur) pris dans le Raz lorsque le courant porte au nord (flot) passe inéluctablement sur le plateau du Tévennec, zone de nombreux naufrages depuis des siècles.

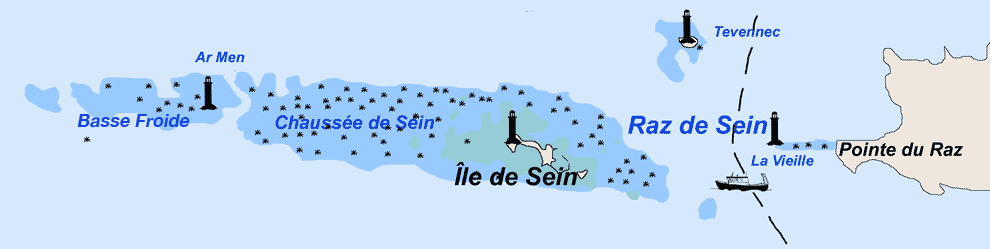

L'accroissement du cabotage dans les parages au cours du XIXe siècle a justifié que l'on sécurise la fréquentation de ce passage, surtout de nuit. Ce sera la raison d'être du phare du Tévennec et du phare de la Vieille, deux feux à secteurs. Cela signifie que selon le relèvement (direction en degrés à partir du nord dans laquelle on voit le phare), le lumière du phare peut être blanche (eaux saines sans dangers entre l'observateur et le phare), verte (route passant par une zone dangereuse qu'il faut connaître) ou rouge (route impraticable menant sur des dangers). En suivant successivement les secteurs blancs de la Vieille et de Tévennec le navigateur passe le Raz de nuit en évitant les dangers. Ces deux phares ont été mis en service, pour Tévennec en 1875 et pour la Vieille en 1887.

## Naviguer de  nuit dans le Raz de Sein
Ce schéma simplifié explique l'usage des secteurs blancs  qui balisent le passage de nuit du raz de Sein. Il y a 5 possibilités (Numéros 1 a 5) d'entrer ou de sortir du Raz de Sein selon la route suivie. Dans tous les cas la technique est la même : on passe d'un secteur blanc à un autre. Prenons par exemple un navire venant du sud. Il aborde le Raz en 2  dans le secteur blanc du phare de La Vieille qui contient un secteur blanc intense qui provient de Tévennec. C'est la passe principale. Il faut rester dans la lumière intense qui conduit à passer dans l'ouest du phare de la Vieille jusqu'à couper le secteur blanc du feu du Chat (croix bleue sur le schéma). À ce point il y a deux options pour sortir du Raz. Soit mettre le secteur blanc du Chat sur l'arrière du navire et naviguer jusqu'à entrer dans le secteur blanc de La Vieille (numéro 4) qu'il faut à son tour mettre sur l'arrière pour sortir du Raz par le NE. La deuxième option à partir de la croix bleue sur le schéma consiste a mettre sur l'arrière le secteur blanc de La Vieille (numéro 5) et sortir du Raz par le NO. La présence de Tévennec impose toujours ce tracé de route en baïonnette. On voit sur ce schéma que le secteur rouge de Tévennec couvre l'ensemble des récifs de Sein et de la Chaussée et qu'un secteur rouge provenant de la Vieille couvre les dangers du plateau du Tévennec pour ceux qui abordent le Raz en venant par le nord. Pour information certains secteurs ne sont pas représentés tout comme les phares à éclats blancs sur 360° d'horizon (Sein, Ar-Men) ceci pour ne pas surcharger le schéma.
ATTENTION DANGER : Cette navigation nocturne peut paraître plus ou moins facile compte tenu du nombre de feux et de la clarté des signaux. Cela est vrai vu du rivage. La réalité est le plus souvent toute autre. Tout d'abord, lorsque l'on se présente dans les secteurs blancs 1, 2 et 4, le navire commence à être happé par le courant. Il entre sur le "tapis roulant". Comme il fait nuit cela ne saute pas aux yeux immédiatement. En revanche on s'aperçoit soudain que tout va très vite et qu'une simple inattention de quelques minutes peut faire quitter ou dépasser le secteur blanc suivi. Et dans ce dernier cas si le courant est fort, retrouver la route nécessite de la puissance car parfois cette route dépassée est déjà par le travers. À la voile par exemple si le vent réel est proche ou inférieur au vent apparent induit par la vitesse due au  "tapis roulant", il n'y a plus assez de puissance vélique pour gouverner. Autrement dit, sans la force de propulsion de ses voiles, un voilier a comme seule route la dérive que lui donne le courant. Pour modifier cette trajectoire subie il faut que sa force de propulsion soit nettement supérieure à la force de dérive subie. Quoi qu'il en soit les manœuvres de route dans le Raz doivent s'enchaîner rapidement. Mais il y a bien d'autres difficultés, telles que la chute soudaine de visibilité, une spécialité du Raz ou la confusion des feux. En effet, vu à l'approche, surtout venant du sud, si la visibilité est très bonne et l'air légèrement humide, tous les feux paraissent avoir la même lumière vive. C'est un ballet de feux colorés qui se présente aux yeux et dans lequel par forte humidité dans l'atmosphère le feu peu puissant d'un secteur blanc peut paraître orangé. Un ballet qu'il faut bien déchiffrer à chaque minute. Par exemple,lorsque l'on navigue dans le secteur blanc n°1 de la Vieille, on voit un temps le secteur rouge de Tévennec, ce qui est logique mais il ne faut pas le confondre. Lorsque l'on passe au nord de Tévennec, on traverse le secteur rouge de la Vieille mais en même temps vu de ce côté le feu du Tévennec est blanc. A ne pas confondre. Ce n'est pas une invitation a faire route vers lui car le secteur rouge de la Vielle interdit la route vers le Raz.

## Un chantier et un baroud aux motivations pas si occultes

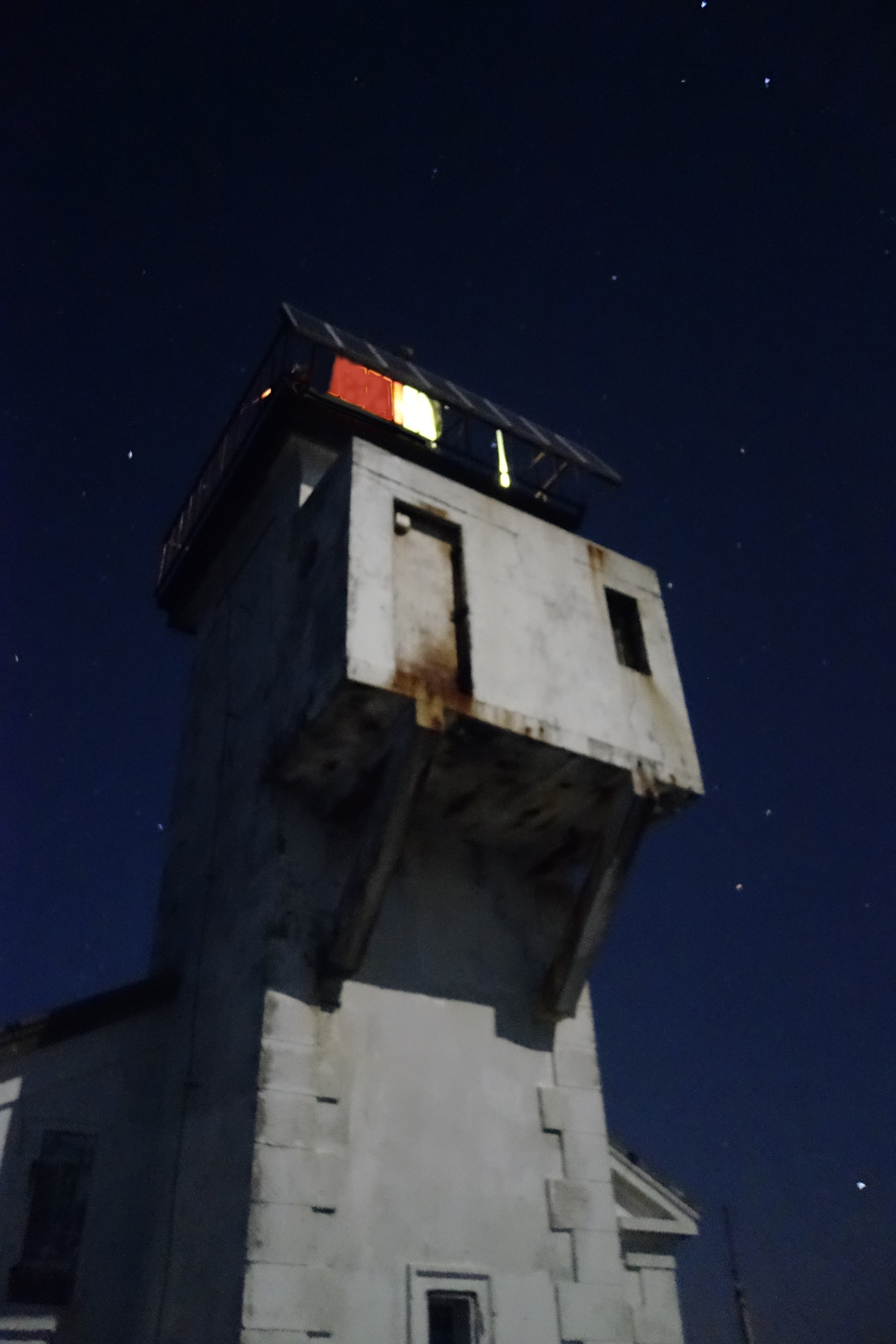
Secteurs blanc et rouge de Tévennec par clair de lune

Préconisée par la commission des phares dès 1860 puis par un avis du 14 novembre 1873, mais commencée seulement en 1869, la construction de la maison-phare s'achève cinq ans plus tard. Le chantier est conduit par l’ingénieur Paul Joly sur un projet de Léonce Reynaud. Lorsque le mauvais temps de la saison hivernale impose l'arrêt du chantier concomitant du phare d' Ar-Men, les ouvriers peuvent être affectés à celui de Tévennec. Mais ils sont le plus souvent mis à la construction des digues de protection de Sein promises par l'État et négociées comme apaisement au regard de la construction d'Ar-Men. Car le chantier de Tévennec lui aussi sera tout autant refusé par les habitants et pratiques des eaux du Raz.. Par tradition très ancienne remontant à une croyance celte, le rocher du Tévennec a toujours été le lieu où l'Ankou maritime, celui qui pilote le bag noz, accomplit son macabre rituel. Par les nuits claires ou sans lune selon les versions, l'Ankou glisse sur les eaux du raz de Sein à bord du bag noz. Il y amasse les péris en mer de l'année pour les conduire au Tévennec et par ces portes de l'enfer les passer vers un au-delà terrifiant. Malheur au marin qui l'aperçoit car il est sûr de disparaître avant la fin de l'année. On reconnait bien sûr le mythe de nombreuses religions, celui du "passage" des âmes, du monde des vivants vers le monde chtonien des morts. Certes, l'administration eut pu imposer avec autorité la construction de la maison-feu. Mais le pragmatisme l'a emporté. Pour le  pilotage des embarcations du chantier et des relèves plus tard, elle ne pouvait se passer des compétences des marins de Sein, potentiels gardiens du futur phare et experts de la navigation dans le dédale de roches aux conditions météorologiques capricieuses et rudes. Il fallut donc négocier, et les digues, avec celles déjà promises, et les primes.
Malgré tout, dans ce contexte tendu, il y a fort à parier que les ouvriers se rendirent au chantier de Tévennec à contre-cœur, dans la crainte pour certains, peut-être même dans l'espoir de voir ce projet remis en cause. Quoi qu'il en soit, tous racontèrent avoir entendu ces fameux cris, vu des outils du chantier déplacés par des forces inconnues dans la nuit et tant d'autres manifestations surnaturelles propres à démontrer que personne, et encore moins eux, était bienvenu au Tévennec. Ingénieurs et conducteurs de travaux, entre les injonctions de l'administration pour faire avancer le chantier et le caractère bien trempé des ouvriers, ont certainement eu des journées et des nuits difficiles pendant quelques années... Ajoutons à cela, et certainement due aux mêmes causes, la succession rocambolesque aux accents dramatiques de l'épisode des gardiens et le phare de Tévennec aura tout pour devenir le phare déshérité quoique indispensable de l'administration des phares.
.Le feu du Tévennec est mis en service pour la première fois le 15 mars 1875 à compter de minuit. Il  faut remarquer qu'il n'y eut pas d'inauguration en grande pompe (voir section "les gardiens'). Un simple avis aux navigateurs pour un simple feu de chenal, pour un feu de troisième ordre entâmant une carrière déjà plombée par cinq ans de baroud aux motivations pas uniquement occultes.

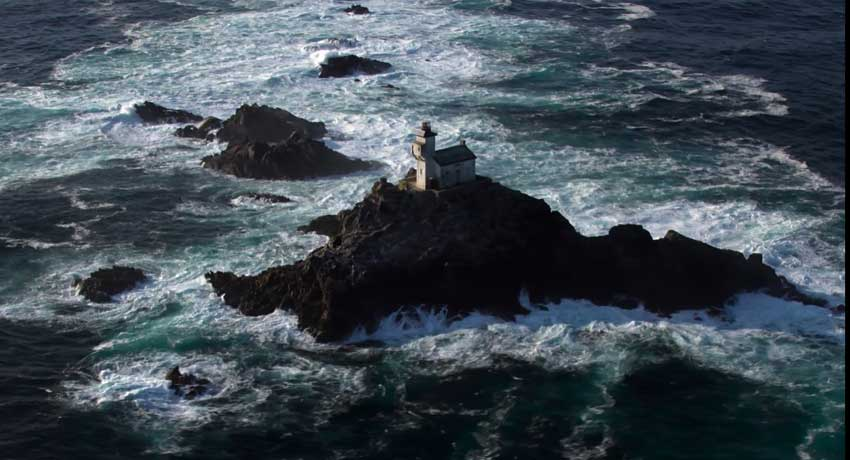
Tévennec et son plateau rocheux

## Architecture et construction
Établis sur un modèle de Léonce Reynaud en 1869 par l'ingénieur Paul Joly, également responsable de l'architecture d'Ar-Men, les plans de l'établissement du Tévennec prévoient, pour le phare lui-même, une tour carrée de 11 mètres de haut et 2,40 mètres de côté accolée au pignon sud et munie d'un escalier à vis à gauche débouchant dans l'habitation par un couloir central sud-nord distribuant à l'ouest et à l'est deux pièces de taille modeste. Ce couloir s'ouvre sur un petit vestibule qui dessert l'entrée côté est, deux réduits dont un fut les toilettes et une pièce plus importante côté nord, probablement l'ancienne pièce de vie car elle est la seule à disposer d'un conduit de cheminée.

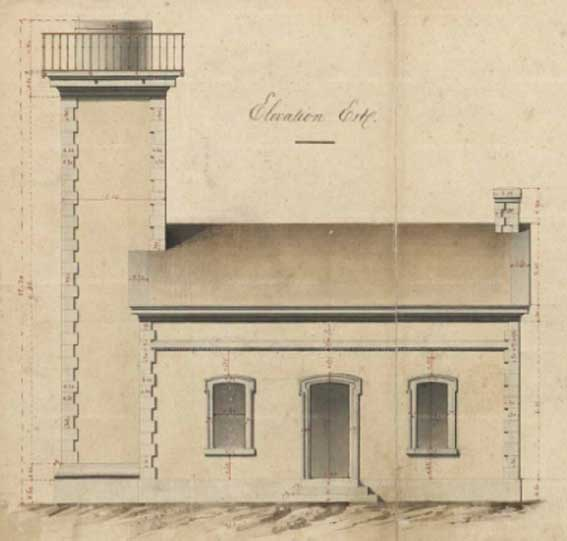
Plans d'origine. Élévation façade Est

Longue de 8,8 mètres et large de 7,3 mètres, la maison comprend  aussi un étage desservi par la tour, mais en sous-pente. Une terrasse d'environ 2 mètres de large ceinte d'un mur de protection, entoure le bâtiment dont le pignon nord est occupé depuis 1910 par l'assise des anciennes cuves à gaz du feu permanent de 1910. La maison est construite pour l'essentiel à l'aide de pierres extraites directement de l'îlot. Les escaliers de la tour et de l'entrée, les chaînages et encadrements des ouvertures sont en kersantite. L'escalier qui conduit au débarcadère est quant à lui taillé à même la roche. Le mur de la terrasse est très dégradé à la suite de l'oxydation des fers armant la couvertine du mur. Le gonflement de ces fers a fendu de part en part cette couvertine qui est partie en morceaux au cours des années sous les coups des lames qui s'écrasent sur la terrasse par gros temps.

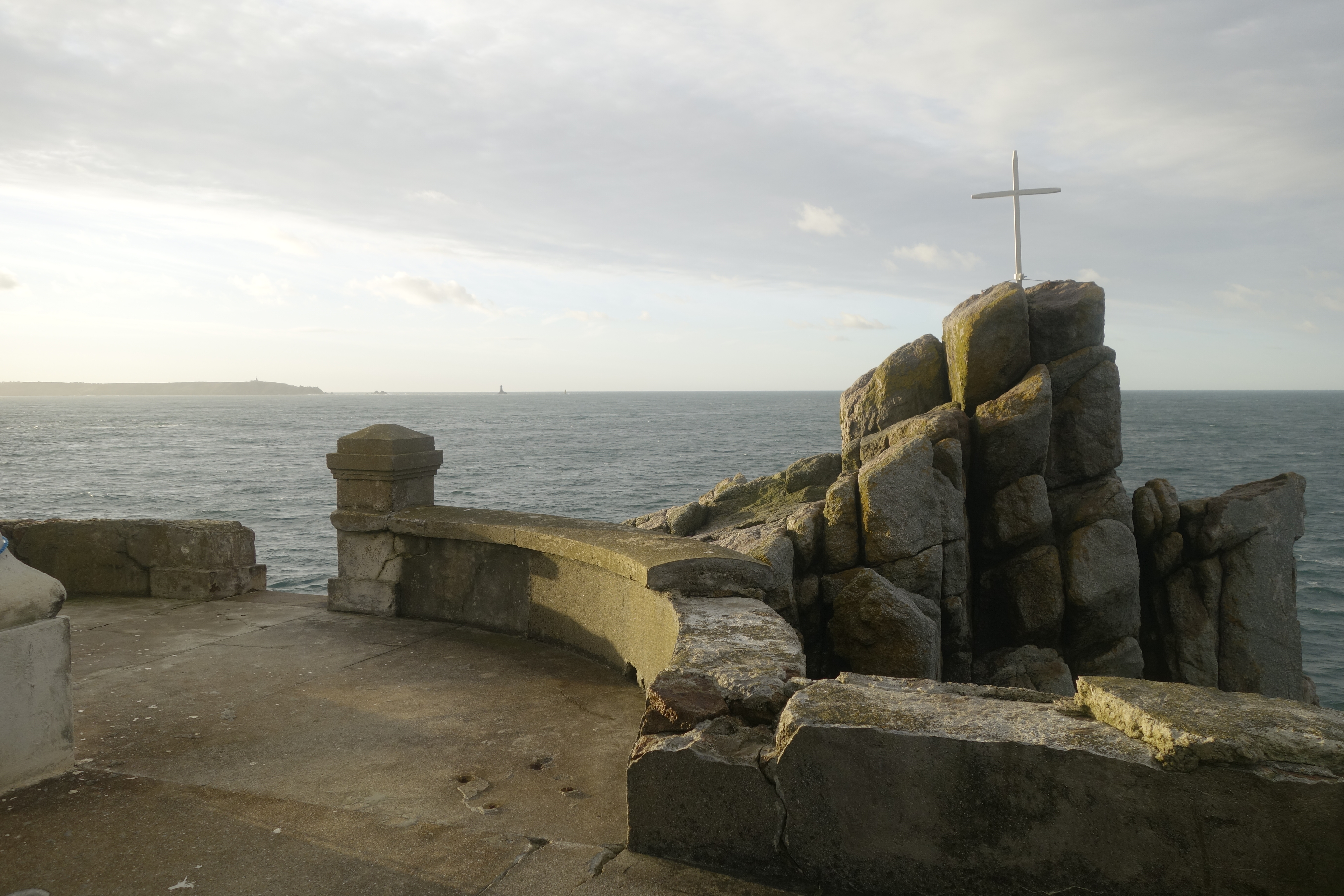
État de la terrasse

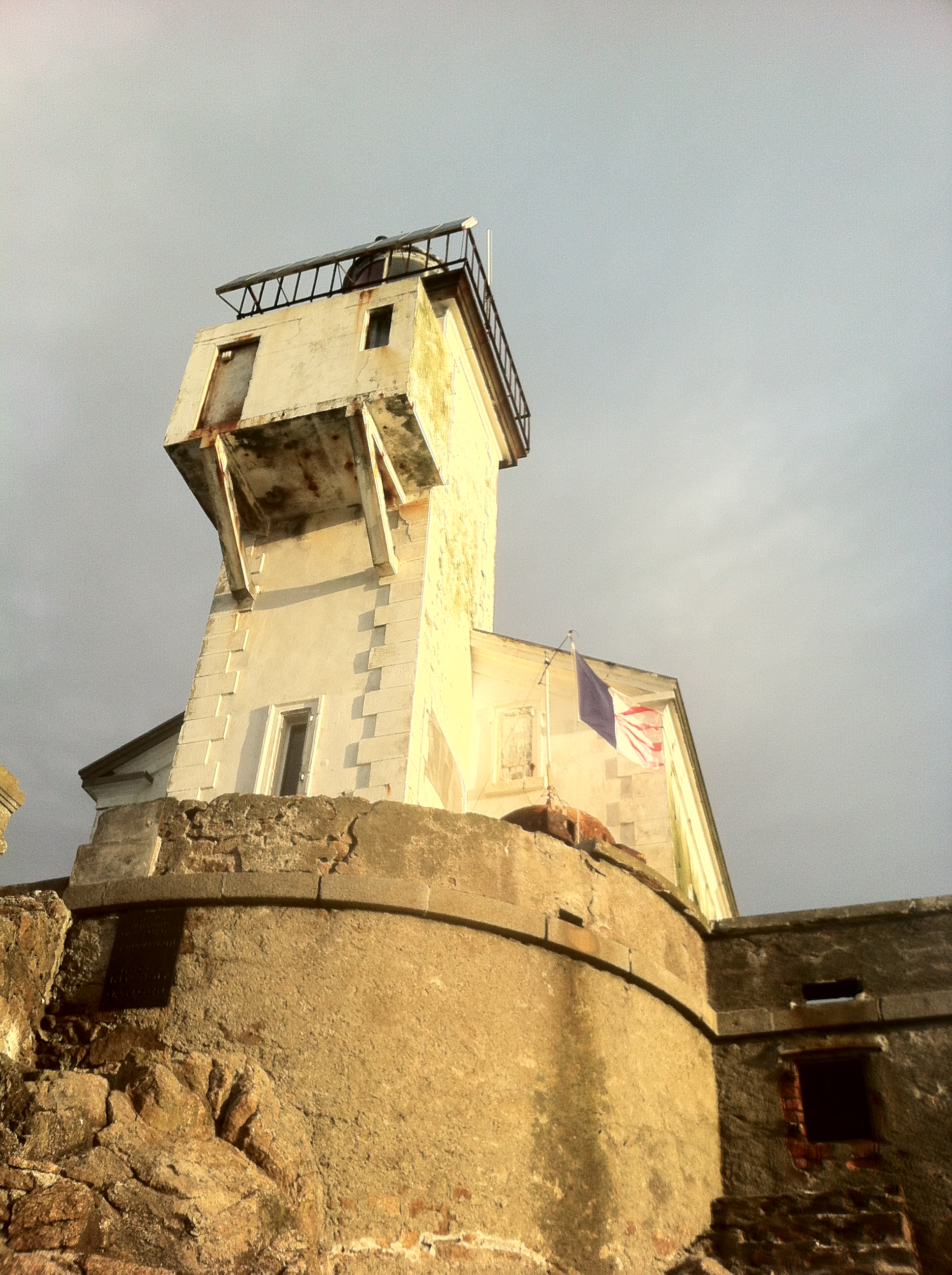
Tour et pignon sud

La terrasse offre un point de vue à 360° sur le Raz de Sein et la mer d'Iroise. Les assauts du mauvais temps et les années d'absence d'entretien ont eu raison de l'état des lieux. Le toit a d'ailleurs été emporté par une tempête en 1910 et trois fois en tout. En 2011 la SNPB a constaté qu'outre le toit, la charpente et l'intérieur étaient en très mauvais état. Les boiseries avaient été démantelées à 80 %, les planchers de l'étage étaient atteints de pourriture ainsi que la plupart des souches des poutres. L'ensemble de la construction est complété par une grande citerne sous la terrasse autrefois alimentée par le toit. Un autre espace sur sol naturel se situe sous la terrasse coté ouest. Un four à pain, dont nous parlons plus loin, est installé dans l'est de la terrasse. Un ancien petit appentis dont il ne reste que la base des murs, est visible à mi-hauteur de l'escalier qui conduit au phare.

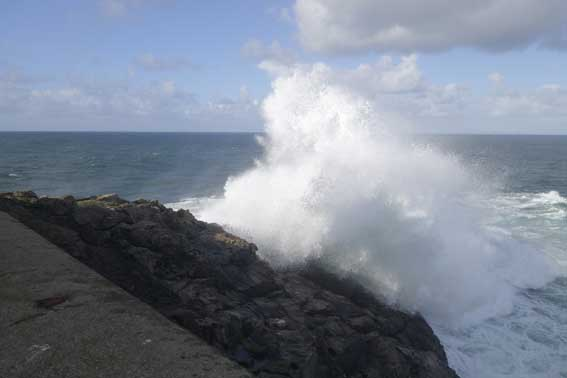
Coup de mer à hauteur de terrasse

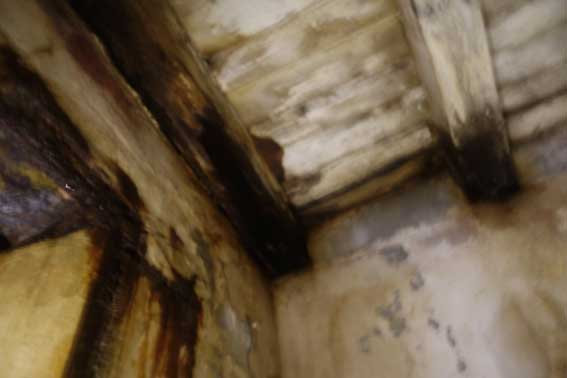
État des poutres en 2016

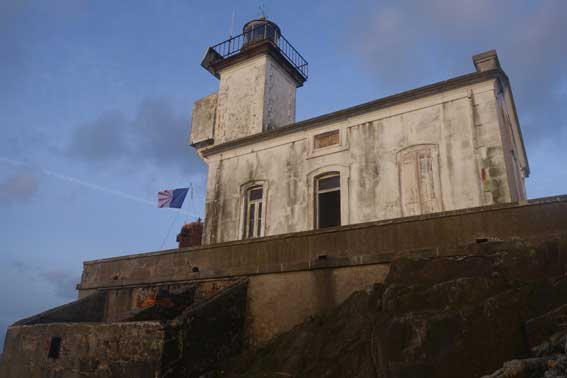
Façade est et appentis

## Historique du feu
- Le premier feu installé en 1875 est un feu fixe secteurs blanc et rouge.
- Le 10 novembre 1898, le feu est alimenté au gaz.
- Le feu est automatisé le 7 février 1910.
- De nouveaux travaux rendent le feu alimenté au propane le 27 août 1910.
- En 1939, un feu auxiliaire directionnel intense dans le relèvement à 328° est installé au sommet de la tour dans un local en excroissance et en surplomb sur sa façade sud..
- En octobre 1994, des panneaux solaires sont installés pour assurer l'alimentation électrique du phare;
- Feu principal actuel : optique d’horizon 360 ° à 0,25 de focale, en verre taillé, feu scintillant continu à secteurs blanc et rouge, feu à diode électroluminescente (led) de 5,5 watts, portée : 9,5 milles dans le blanc et 6,1 milles dans le rouge.
- Feu auxiliaire actuel : optique à 0,25 de focale en verre taillé, feu directionnel comportant un secteur blanc de 8°, rythme de un éclat toutes les quatre secondes, feu à diode électroluminescente (led) de 2,8 watts, portée : 13 milles.

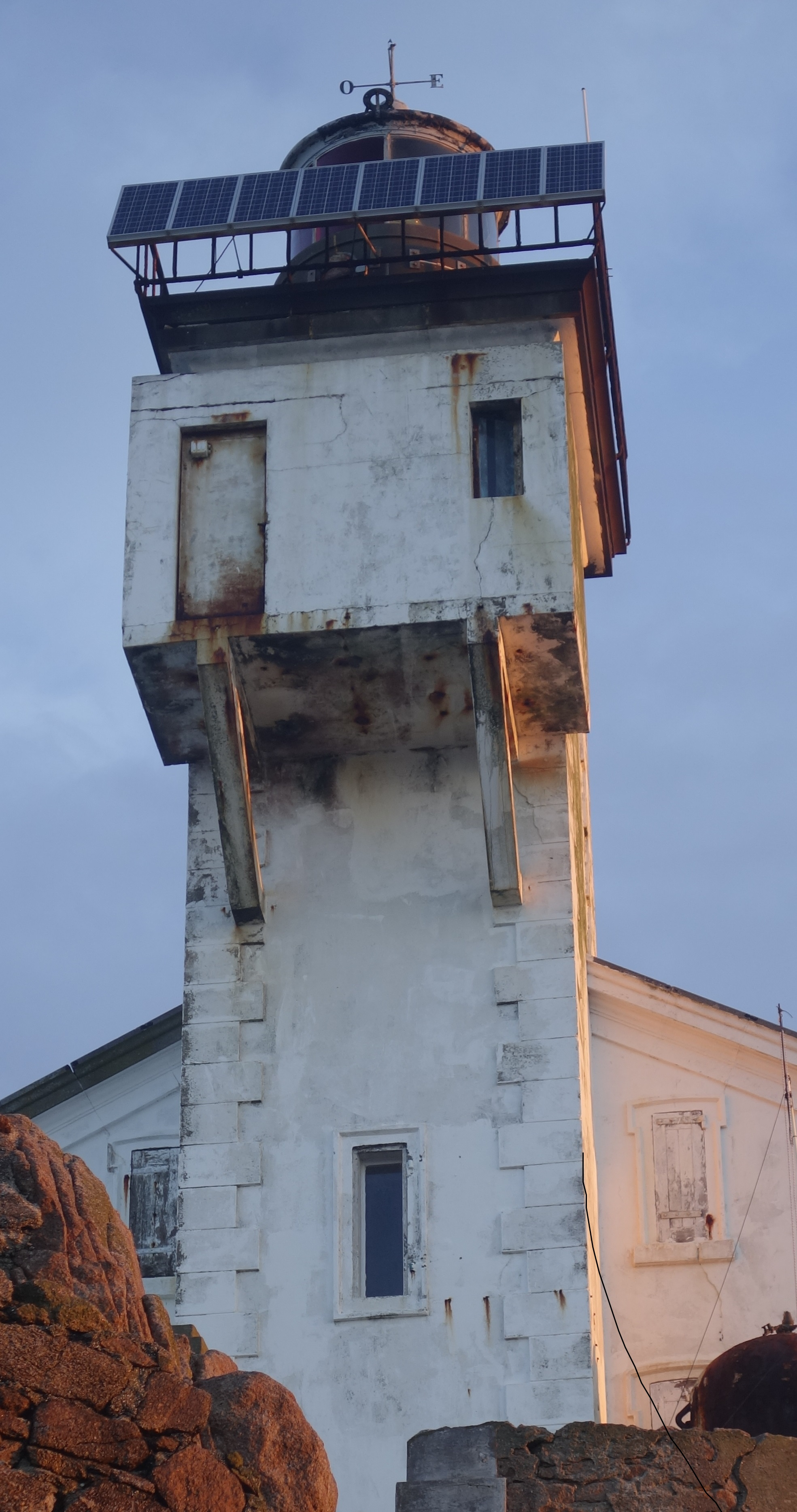
Tour et local du feu directionnel

## Mythes et réalités d'un phare maudit
Compte tenu des particularités du site sur lequel il est érigé, le phare du Tévennec est assez inclassable. Ce n'est pas vraiment un phare de haute mer — un « enfer », selon la classification inventée par les gardiens — puisqu'il n'est pas directement entouré d'eau. Et c'est très loin d'être un « purgatoire », c'est-à-dire l'un de ces phares installés sur une île. Le rocher sur lequel est érigée la maison-phare est aride et abrupt. Bien que son sommet s'élève à 14 mètres au-dessus du niveau de l'eau, il est fréquemment balayé par les paquets de mer et il reste très délicat d'y aborder, voire impossible, dès que la mer est un peu formée.
Ce rocher puis le phare qui l'occupe jouissent d'une très sinistre réputation auprès des marins et des habitants du cap Sizun. Un héritage, à n'en pas douter, des légendes qui l'accompagnent depuis des siècles et des manifestations rapportées par les ouvriers du chantier et les gardiens. Des gardiens devenus fous en quelques mois, d'autres décédés brutalement, dont l'un dans les bras de son épouse, qui l'aurait alors mis au saloir pour conserver son corps jusqu'à la relève suivante... Un autre assistait sa femme qui accouchait une nuit d'ouragan lorsque soudain le toit s'envola. Des cris lugubres, prêtés aux âmes des nombreux naufragés ayant trouvé la mort dans ces parages sinistres, se faisaient entendre de temps à autre, entre les rochers.

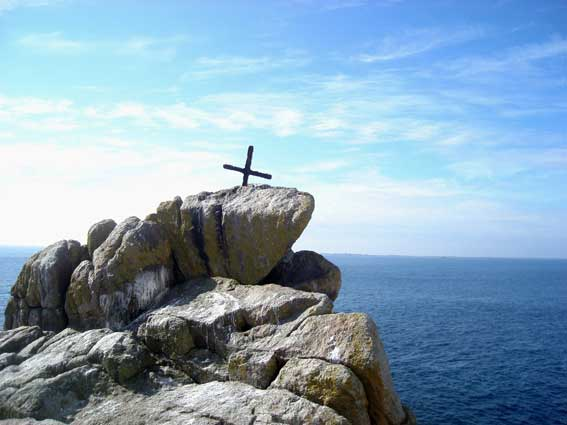
L'ancienne croix au plus haut point

Jean-Christophe Fichou a montré que la plupart des récits dramatiques concernant les gardiens de ce lieu étaient très largement imaginaires, même s'il est vrai qu'Henri Guézennec, gardien de 1876 à 1879, y perdit la raison, de même qu'un autre, Alain Menou, en 1885, et que par la suite trois autres gardiens y perdirent la vie. Un palmarès qui n'est tout de même pas anodin pour ce petit lieu coupé du monde... Devant tous ces phénomènes on fait venir au Tévennec un prêtre exorciste en 1893 et une croix en pierre est posée sur la plus haute roche près de la terrasse. Peu de temps après la foudre tombe sur la croix qui disparaît en mer. Elle est remplacée par une autre croix, en fer forgé épais. Elle restera en place plus d'un siècle jusqu'à ce que la grosse tempête de 2009 achève de la desceller et qu'elle disparaisse à son tour. En 2012 la SNPB la remplace par une nouvelle croix, elle aussi en fer forgé..

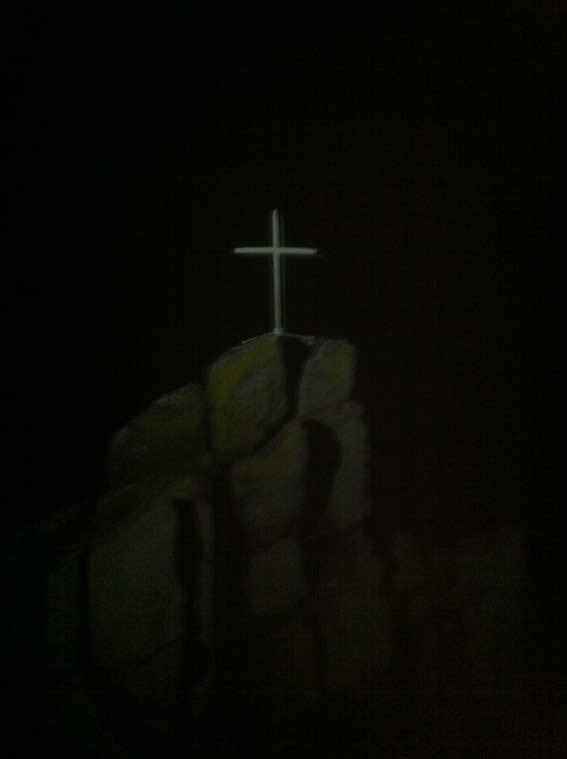
La nouvelle croix de nuit.

Par ailleurs, des plongeurs ont découvert dans les années 1990 une faille sous-marine traversant l'îlot de part en part. Selon certains régimes de houle et de hauteur d'eau, lorsque des vagues s'y engouffrent, l'air violemment comprimé entre la surface de l'eau et le haut de la faille provoque des bruits de compressions intenses assimilables à des grondements.Ils sont audibles en avant de la terrasse et parfois comparables à ceux du métro sous certains immeubles. D'aucuns pourraient les trouver tout à fait sinistres dans cet isolement, de surcroît la nuit. Les constructeurs du phare entendaient aussi des cris qui semblaient dire en breton « Kerzh kuit ! Kerzh kuit ! Ama ma ma flag ! », signifiant « Va-t'en ! Va-t'en ! Ici c'est ma place ! »,Ces cris furent rapportés par les gardiens et leur notoriété amplifiée par la littérature. Marc Pointud dans son livre "Lumière sur Tévennec" (Coop Breizh), explique que par certaines nuits calmes, des dizaines ou centaines de goélands viennent se poser certains soirs sur le rocher pour y passer la nuit. Leurs cris rauques parfois proches de l'humain et les hurlements de leurs chamailleries incessantes peuvent provoquer, dans cette vision nocturne qui les masque pour mieux faire apparaître leurs virevoltes blafardes à la lumière intermittente du phare, le sentiment angoissant d'assister au sabbat d'une horde de revenants.

## Face à la légende du Tévennec
Une mise en perspective semble utile sur ce volet de l'histoire du phare. Car son traitement est trop souvent manichéen, qu'il s'agisse de présentations racoleuses et indécentes, véritables catalogues de lugubres horreurs maléfiques ou qu'à l'opposé cette histoire profondément humaine soit le théâtre d'un discours emprunt d'intellectualisme sans empathie au service du seul lustre falot de son auteur. Dans un passage du livre « Lumière sur Tévennec », Marc Pointud, écrit à propos de cette question :
« Légendes, superstitions et croyances, ont ourlé pendant des temps immémoriaux la vie quotidienne des marins du Raz de Sein et du Tévennec  qui en fut l'épicentre. Ces préoccupations qui ont hanté les esprits du temps ont pourtant leur légitimité. Pour s'en convaincre il suffit de se replacer sans a-priori dans le contexte de l'époque, d'abandonner toute posture intellectuelle, autrement dit de faire œuvre d'humilité. Beaucoup de ceux qui ont écrit à ce sujet ne l'ont pas toujours fait. Le propos n'est pas d'accréditer ou non les récits de revenants ou de manifestations surnaturelles, mais de montrer intérêt et respect envers ces hommes et ces femmes d'autrefois, marins, ouvriers du chantier et gardiens. Il faut se transporter à la fin du XIXe siècle dans un monde si différent du nôtre, le terme n'est pas assez fort, disons hors de notre appréhension contemporaine, sauf à s'y plonger sans préjugés. Un monde ou l'écoulement du temps n'a plus rien à voir avec le rythme actuel, où la tradition et le poids des anciens sont prépondérants, où la cellule familiale est le seul recours et dont la destruction accidentelle en mer constitue un drame absolu et une condamnation à l'indigence, une société pétrie de respect envers l'aîné, gouvernée par la religion et les croyances, socles des veillées et mères d'espoir pour le quotidien et l'au-delà, une vie de dureté physique et morale. Imagine-t-on seulement de nos jours un enfant de neuf ans1, mousse au large à la pêche, psychologiquement seul et physiquement rudoyé par les éléments et des hommes souvent sans état d'âme et formés à la même école ?

Les ouvriers et les gardiens de Tévennec étaient de cette trempe-là. Quels que soient leurs croyances, frayeurs ou discernement, ils ont réalisé avec courage et endurance ce que très peu d'entre nous seraient capables de supporter même en ayant recours à des moyens et une technologie sophistiqués. Je ne juge pas de la valeur indispensable de ces aides qui ont justement permis de s'affranchir, en partie du moins, de toutes ces misères. Je soutiens seulement que l'attitude et le raisonnement de ces hommes et femmes de l'époque, au regard du surnaturel, doivent être analysés et mis en perspective pour être compris et non méprisés, ni traités avec condescendance ou dégradés au nom d'un vil penchant pour la bouteille. Oui de nos jours nous pouvons affirmer que nous connaissons plus de choses qu’eux à l’époque : la sonde Cassini nous envoie des images de Saturne, nous explorons les abysses, nous avons déchiffré le génome humain. Et pourtant ! Confortablement assis derrière un écran, nous sommes tout aussi capables de croire à des énormités, par amour, par devoir et plus généralement par instinct grégaire. En cela nous sommes donc peu différents. Excepté qu'à notre époque, nous pouvons vérifier la véracité d’une information. Nombreux sont les exemples du parfait opposé ! »

## Une maison-feu au large: Erreur d'appréciation ou contrainte budgétaire?

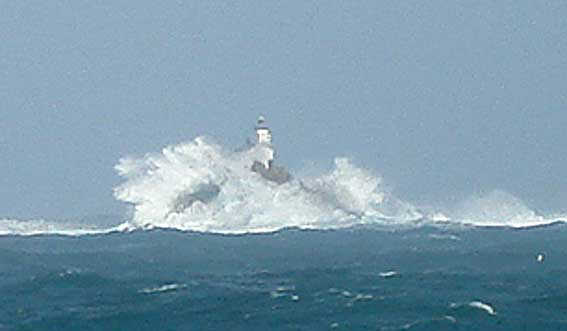
Gros temps sur Tévennec

Il est dit que l'erreur initiale de l'administration des Ponts et Chaussées est sans doute de ne pas avoir considéré Tévennec comme un phare de pleine mer. Assurément la vie sur le rocher du Tévennec est aussi difficile que dans bien des phares en mer. Par tempête de noroît les vagues les  plus fortes frappent l'abrupt nord du rocher pour exploser sur le toit qui déborde sur la terrasse. Il est donc légitime de se demander ce qui a bien pu présider à la décision de construire une petite maison sur un caillou isolé face aux caprices du grand large. On eut davantage vu en cet endroit, comme ailleurs en ces circonstances, un phare rond et trapu, pas trop haut, type la Teignouse au large de la presqu''île de Quiberon.

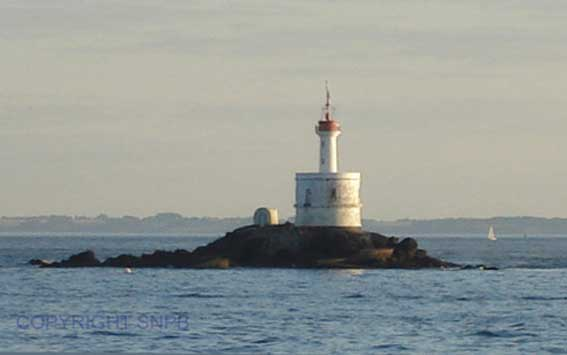
Phare de la Teignouse

Il  convient de replacer cette situation dans le contexte de l'époque, celui du XIXe siècle, particulièrement attachée à systématiser la typologie administrative des équipements des missions de l'État tout comme celle des personnels à leur service. L'avènement du chemin de fer inventa les maisons garde-barrières avec des plans-types de première, seconde ou troisième catégorie selon l'importance de la ligne de chemin de fer gardée. L'administration des Eaux et Forêts eut sa hiérarchie de maisons forestières, l'Office National de navigation lors du développement des canaux ses maisons éclusières, de même pour les conciergeries de bâtiments publics, etc. De leur côté, les feux et phares furent classés en quatre ordres par la Commission des Phares. Le premier pour les grands phares d’atterrissage, le second ordre pour les phares d'approche des côtes, le troisième pour les phares et feux pour les chenaux d'accès à la côte, le quatrième pour les feux des ports. La classification actuelle ne compte que trois catégories fondées sur la portée du phare (60, 40 et 28 km).
Le concept et le plan de la maison-feu, forme de standardisation élaborée à cette époque, n'ont pas échappé à cette règle de systématisation. Or les chenaux étant par définition en des lieux côtiers beaucoup plus protégés qu'au large, tels l'entrée d'une ria, un passage entre une île et le continent ou dans un archipel, il a été décidé la que la maison-feu y avait justement sa place. Ce fut la troisième catégorie de phares. La maison-phare a été conçue pour une vie en famille. Le mari avait le poste de gardien, l'épouse l'aidait, parfois avec le statut d'auxiliaire qu'elle acquérait plus souvent à son veuvage pour assurer la continuité du service. À Tévennec, lorsqu'il y eut des couples, l'épouse était aussi recrutée comme auxiliaire, le couple ayant alors deux traitements, certes inégaux, mais c'était une manière de rendre plus attrayante la nomination à Tévennec.
Ainsi donc, lorsqu'il est décidé de construire un feu de chenal au Tévennec (car le Raz de Sein est un chenal de navigation), c'est-à-dire un feu de troisième catégorie, l'administration applique le règlement : ce sera une maison-phare avec un seul gardien titulaire. Mais comment ne pas penser que l'administration ne se soit pas rendu compte que les lieux étaient bien différents d'une calme entrée de ria ? Certes la hiérarchie n'a pas envoyé, du moins au début, un couple avec famille. Mais elle n'hésitera pas à le faire  plus tard, ce qui prouve que c'était réglementairement possible. Il n'y a jamais eu de couples sur les phares en mer. Tévennec n'est assurément pas une erreur administrative. Ce choix qui semble hors contexte relève-t-il d'une absence de discernement quant au type de phare?  C'est Léonce Reynaud qui présida au choix de la maison-feu. Cet immense ingénieur, chef du service des phares et balises de 1846 à 1878, "père" de quantité de grands phares dont Ar-Men, les Héaux de Bréhat et tant d"autres, homme de terrain connaissant très bien la mer dont l'autorité et l'expertise étaient incontestées, ne peut avoir fait ce choix de la maison-phare dans l'ignorance des conditions qu'elle allait rencontrer. S'agit-il d'un choix assumé bien qu'inadapté mais intimement regretté, sous la contrainte d'une décision budgétaire? Cette hypothèse n'est pas à exclure. Car Tévennec a été conçu et construit pendant et au lendemain de la guerre de 1870, période pendant laquelle les finances de la toute jeune Troisième République (1871) ont dû verser à la Prusse, et en seulement trois ans, la somme colossale de 5 milliards de francs-or. Déjà, dans son avis de 1873, la Commission des Phares (cf.supra) signalait l'mportance des dépenses engagées. Ajoutons à cela les coûts pharaoniques des grands chantiers des phares en mer à cette période. Qu'ils soient en cours comme Ar-Men (commencé en 1867), le Four (de 1869 à 1874) ou juste achevés comme les Pierres Noires (1871), Ceci pour n'évoquer que ceux de la zone de Tévennec. Or partout ailleurs à cette époque, phares, maison-feux, tourelles, s’élèvent pour baliser ports et routes maritimes qui connaissent alors un développement sans précédent sous la montée en puissance de la navigation internationale à vapeur grâce au charbon et l'usage généralisé de l'hélice.
Quoi qu'il en soit, cette maison-phare du large, unique en son genre en France et dans le monde, reste vaillante face aux assauts du large depuis bientôt 150 ans. Erreur administrative ou contrainte budgétaire, sa singularité à bien des égards en fait un patrimoine emblématique parmi les phares du large, le témoin vivant de l'âge d'or des phares.

## Les gardiens de Tévennec
Évoquer la succession des gardiens de Tévennec n'est pas un exercice facile compte tenu de la sobriété des archives. De plus certains noms ont été mal retranscrits dans divers écrits faisant davantage la part belle au sensationnel des évènements auxquels étaient confrontés, véritablement ou non, les gardiens, Par ailleurs, l'administration et sa morale stricte d'avant la séparation de l' Église et l'État ne semble pas avoir traité ce phare avec une considération extrême compte tenu de sa réputation au parfum de désordre sulfureux avant même sa mise en service. Rappelons que la mise en service du phare ne donna pas lieu à une inauguration mais à un simple avis aux navigateur annonçant « qu'à compter du 15 mars 1875 à minuit le phare de Tévennec sera en service ». Cette rédaction d'une sobriété toute officielle est à rapprocher aux libations organisées pour l'inauguration du phare d'Eckmülh Ministre, préfet et autres officiels avec hauts-de-formes et barbiches, officiers de marine au bicorne, défilé, danses bretonnes et couverture médiatique.
Il reste que la reconstitution d'une liste des gardiens de Tévennec peut être avancée.
Le premier gardien, le sénan Henri Porsmoguer, nommé préalablement en septembre 1874, prend ses fonctions en mars 1875 pour les quitter en août 1875. Seul au phare, il en est le gardien pendant quelques mois. Selon ce qui a été rapporté de son témoignage, cet ancien du chantier du phare démissionne du service, à la suite d'une nuit d'horreur en compagnie de « l'esprit de Tévennec », âme prisonnière d'un naufragé ayant agonisé sur Tévennec avant la présence du phare. Ce témoignage, rapporté en 1891 par l'érudit régional Hyacinthe le Carguet est repris par Anatole le Braz puis plus tard Charles le Goffic et un cortège d'écrits qui ne tarit pas, confortant, à jamais, le statut de phare hanté de Tévennec.
D'août à décembre 1875, un autre sénan Hervé-Marie Guilcher prend la relève.
De décembre 1875 à 1879 : Jean-Marie Rohou est le nouveau gardien.
Cela dit, les difficultés propres à ce poste n'échappent pas longtemps à l'administration. Dès juillet 1876, l'autorisation d'affecter à Tévennec un second gardien est délivrée par le ministère compétent, de façon à pouvoir établir une rotation sur l'îlot. Mais, les candidats restent rares et ceux qui acceptent le poste ont tôt fait de demander leur mutation. L'aide épisodique reçue de la part du troisième gardien de phare de la Vieille à partir de 1885 n'y change rien.
D'août 1876 à 1879: Guillaume Guézennec (souvent présenté à tort comme le premier gardien)
De 1881 à 1896 : Corentin Coquet qui, avec 15 ans passés sur le phare détient le record absolu du service le plus long à Tévennec.
De 1894 à 1897 se succèdent, d'abord comme second gardiens puis deux par deux après le départ de Corentin Coquet en 1896, pas moins de 10 gardiens, l'un restant un mois, les autres de quelques mois à 21 mois pour Jean-Marie Venec.
En décembre 1897, pour tenter de remédier à ces difficultés de recrutement, il est décidé que Tévennec sera désormais desservi par un gardien accompagné de sa femme[17], qui assurera les fonctions d'auxiliaire pour un salaire de 50 francs par mois. Un premier couple s'installe dès la fin de l'année : les Milliner[17]. C'est au cours de leur affectation, en novembre 1898, que la source de lumière du feu passe au gaz.
À la suite des Milliner,en décembre 1900(19), c'est la Penmarchaise Marie-Jacquette Quéméré qui s'y installe avec son mari Louis, gardien du phare, et un enfant de 9 mois. Ils resteront cinq ans à ce poste, un record pour le phare de Tévennec après celui du gardien Corentin Coquet. Marie Quéméré donnera naissance à trois enfants au cours de cette période, qui naissent sur le continent. Le ravitaillement de l'île s'effectue alors toutes les deux semaines, « temps permettant » bien sûr, ce qui est loin d'être toujours le cas[17]. Mais, les Quéméré améliorent leur quotidien avec les services d'une vache, apportée de l'ile de Sein ainsi que son fourrage, aucune herbe ne poussant à Tévennec. L'hypothèse de la présence d'un cochon ne tient pas au regard des contingences que cela suppose en litière et surtout nourriture, le quotidien des Quéméré ne laissant que très peu de restes. De plus, l'engraissement d'un cochon n'a de sens que dans la perspective de sa transformation en charcuteries diverses et à l'évidence les lieux se prêtent ni à un tel exercice nécessitant quantité d'eau, bassines, contenants et surtout feu important ni à la conservation de salaisons compte tenu de l'humidité ambiante permanente.

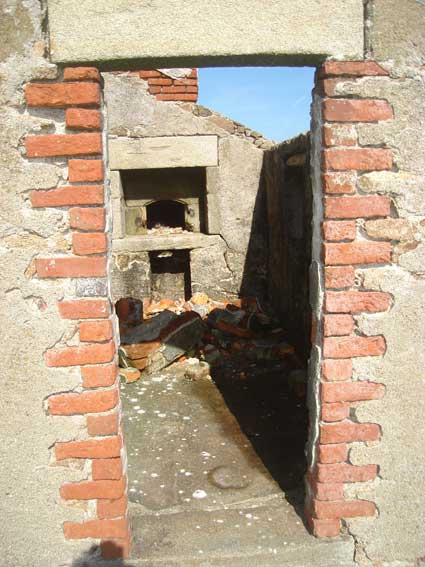
Le four à pain dans son appentis

Tévennec possède un four à pain en appentis dans l'Est de la terrasse. Il fut mis en service après le départ des Quéméré. En effet, Marie-Jacquette relatera plus tard dans une interview rapportée dans la revue Cap Caval : "Nous étions ravitaillés, en principe, deux fois par mois. Mais bien souvent le pain était déjà rassis quand il nous parvenait. D'autres fois il était détrempé et nous devions le jeter à la mer pour nous contenter de quelques biscuits". On imagine aisément que si le four avait été en fonction, le pain ne serait pas venu de l'île de Sein. D'autre part, si cochon il y avait eu, le pain mouillé lui aurait été donné et non jeté à la mer.
Il convient de signaler sur le plan patrimonial que Tévennec est l'un des très rares phares en mer possédant un four à pain, les seuls autres étant, sauf erreur, ceux de Cordouan (Gironde) et du phare des Triagoz (Côtes d'Armor). Ce four est toujours en état hormis son appentis dont le toit et la cheminée ont disparu. Il est évident qu'il doit être restauré. En 1905 les Quéméré, dont la surveillance des enfants, devenus plus grands, devenait difficile face aux dangers des lieux, obtiennent leur affectation au phare de l'Île aux Moutons, autre maison-phare mais située sur une île basse de l'archipel des Glénan, beaucoup plus grande, avec plages, terre arable et climat plus serein. Ils y restèrent 27 ans mais Marie-Jacquette confessera plus tard que son séjour à Tévennec restait la plus belle période de sa vie.
Toutefois, après cette trêve relative dans l'histoire chaotique et malheureuse des gardiens du phare de Tévennec, les démissions et les plaintes reprennent de la part des successeurs des Quéméré. Deux couples les suivent à ce poste. D'abord les Quéré de 1905 à 1907 puis les Ropart, derniers gardiens de 1907 à 1910. Mais, là encore, ils réclament rapidement leur mutation. Finalement, face à ces difficultés, l'administration des Ponts et Chaussées renonce à faire garder Tévennec et en 1910 transforme le feu au gaz en feu permanent alimenté tous les 18 mois. Depuis cette date, plus personne n'a habité longuement à Tévennec sauf en 2016 lors de son séjour, le président de la SNPB qui y est resté pendant 69 jours en solitaire de février à mai.
Au total, pas moins de 23 gardiennes et gardiens se sont succédé à Tévennec en 35 ans de gardiennage. Cette rotation exceptionnelle dans la vie des phares a contribué à bâtir des récits saisissants, parfois fondés sur un événement ayant existé, souvent amplifiés à partir de rumeurs. Il n'en reste pas moins vrai que le passage des gardiens à Tévennec s'apparente à cette saga dont le monde des phares, ici comme ailleurs, en fait une marque d'identité d'autant plus romantisée que la vie de ces marins de l'immobile fut rude, balayée par le vent du large et empreinte des mystères du huis clos des phares en mer. Autant de sources de fascination et d'attirance pour enflammer l'imaginaire de terriens avides d'évasion.

## Naufrages
Il y eut très certainement des centaines de naufrages autour de Tévennec au cours des siècles de navigation depuis l'Antiquité. La plupart restent inconnus et sur les trois derniers siècles tous sont loin d'être répertoriés. La roche de Tévennec reste un des grands linceuls de nos côtes. Si depuis l'allumage du phare les naufrages sont devenus fort heureusement très rares, "la mer reste la mer" comme disent les marins et perdure l'actualité du vieil adage sénan qui rappelle : "Méfie-toi du Tévennec".
Les naufrages les plus connus et les plus proches aussi, sont indiqués ici.

### 16 décembre 1787:Vaisseau Le Séduisant: Un malheureux cas d'école où tout se joue à Tévennec...

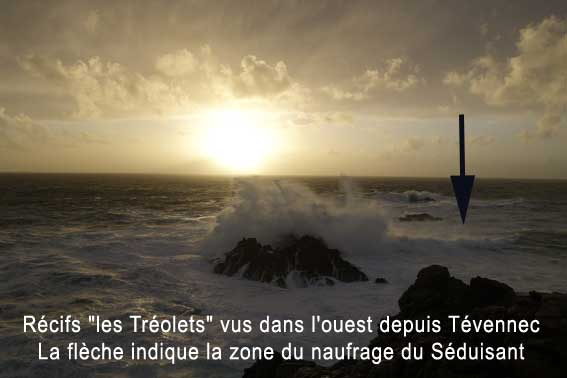

L'escadre d'un corps expéditionnaire français vers l'Irlande appareille de Brest dans la nuit du 15 au 16 décembre 1796 par coup de vent d'est. Deux frégates anglaises surveillent comme toujours les sorties de la rade de Brest. L'amiral de l'escadre française aperçoit leurs voiles. Pour lui elles annoncent une flotte anglaise plus importante. Il décide donc de leur échapper en ordonnant à son escadre de faire route sud vers le raz de Sein. Constatant plus tard qu'aucune escadre anglaise n'apparaît, il décide de reprendre sa route vers l'ouest et le vent ayant fraichi et étant passé au suet (SE) il estime que le passage du raz sera trop dangereux. Or le coup de vent disperse l'escadre, isolant le Séduisant (Capitaine Dufossey), un lourd vaisseau de 74 canons et le coupant des informations provenant de son amiral. Le Séduisant poursuit donc sa route au sud mais progressivement il gagne en dérive, victime des médiocres qualités nautiques de ce type de bâtiment sous la violence du vent et de la poussée du jusant aux approches du raz (le fameux « tapis roulant » évoqué au chapitre « sécuriser le raz de Sein »). La nuit qui suit cette journée est une nuit de pleine lune, donc de forts coefficient de marée, donc de forts courants dans le raz. Faire route vers le sud c'est l'embouquer avec le jusant. Or le coup de vent étant de Suet, donc contre le coutant, il lève aux abords du raz une mer énorme, notamment dans la zone nord de Tévennec, signaléei pour être une zone de tourbillons à cause de la morphologie des fonds. De  plus, en fin de journée en décembre, il fait nuit et Tévennec n'est pas éclairé bien entendu.Vers 18 heures la route incertaine et ballotée du Séduisant fait inéluctablement côte sur les Tréolet, un groupe de récifs dans l'ouest immédiat de Tévennec dont le nom à l'époque est le Grand Stevennet. Les vents de secteur est faisant les nuits claires, le vaisseau a probablement vu se détacher la masse de Tévennec dans la nuit avant de l'aborder, mais un tel navire réagit très lentement ce qui rend toute manœuvre impossible dans un rayon court. Son sort était donc scellé. En fin de nuit, le vaisseau achève d'être démantelé par le ressac et le courant puis disparait par 15 m de fond. Sur les 1300 soldats et membres d'équipage à bord, 300 périrent. Les autres furent sauvetés par les Sénans alertés par les coups de canon répétés du vaisseau. Le musée du sauvetage de l'île de Sein abrite ce qui a été remonté de l'épave, découverte en 1986.

### Note à propos du vaisseauLe Séduisant[22]
Construit en 1782 à Toulon par l'architecte Coulomb, le Séduisant, vaisseau de 74 canons de second rang, fut lancé en 1783. En 1795, il fut refondu et rebaptisé Lepeletier, en l'honneur de Louis-Michel Lepeltier de Saint-Fargeau, député conventionnel assassiné par un royaliste en 1793. Cette épave devrait en réalité s'appeler: épave du Lepelletier.
Longuer : 56 m  Largeur: 14 m  Armement :74 canons (28 canons de 36 livres, 30 canons de 18 livres, 16 canons de 8 livres)

### 11 juillet 1897 cargoJules Chagot
Le cargo charbonnier de St Nazaire Jules Chagot (capitaine Gauchet) fait naufrage dans le Raz-de-Sein, entre le phare de la Vieille et le phare de Tévennec selon le. journal Le Finistère de l'époque. Ce vapeur de 1275 tonneaux, chargé de charbon et faisant route de Swansea (Pays de galles) à St Nazaire coule très rapidement. L’équipage est sauveté. De nombreuses pièces du bateau ont été remontées de l’épave et sont au musée de Sein. À remarquer que son épave, a été retrouvée dans la passe entre Tévennec et la côte nord de Sein au rebord sud-ouest du plateau de Tévennec (près de la basse Moudenou) ce qui montre que le positionnement indiqué par le journal était très approximatif.

### 15 mai 1924  cargo norvégienTrane
Le cargo norvégien Trane, immatriculé à Bergen, venant de Castro Urdiales et à destination de Middlesborough, victime de la brume, heurte les rochers du Pont des Chats à proximité de l'Île de Sein. Le baliseur Léon-Bourdelles de Brest, le prend en remorque, aidé ensuite par le remorqueur Puissant mais le Trane finit par couler à mi-chemin entre la Pointe du Van et le phare de Tévennec sur une grande dune sous-marine de maërl.

### Le 16 août 1973  hélicoptère Alouette III
Un hélicoptère Alouette III de la base aéronavale de Lanvéoc-Poulmic en route de Sein à Lanveoc Poulmic s'abîme en mer devant Tévennec avec un bilan de 4 disparus et un survivant, éjecté de la carlingue avant le crash et récupéré par un plaisancier proche. Une plaque en marbre commémore ce dramatique accident. Elle a été installée dans l'escalier qui monte au phare de Tévennec.

## Vers la deuxième vie de Tévennec

### Les dix années qui ont conduit à la restauration du toit et de la charpente

#### 2011
À la suite de sa contribution au Grenelle de la Mer à propos du patrimoine des phares, la SNPB obtient le droit d’occuper Tévennec.  C'est la toute première autorisation d'occupation délivrée par l’État pour un phare en mer. Cette convention est signée le 10 juin pour une durée de 10 ans entre les services de l'État et la Société Nationale pour le Patrimoine des Phares et Balises (SNPB), association fondée en 2002 représentée par son président en exercice, Marc Pointud 13. Cette signature s'inscrit dans le processus du Grenelle de la mer 14.
Abandonné de tout gardiennage depuis 1910, Tévennec est un élément emblématique du patrimoine des phares. L'objectif était d'aboutir à la restauration du toit dont la dégradation mettait en péril le bâtiment depuis des décennies. Avec cette autorisation d'occupation s"ouvre aussi la possibilité d'une large médiatisation sur l'état des phares en mer et le développement du projet d'une seconde vie pour Tévennec, celui d'une résidence d’artistes.

#### 2012
Le projet de restauration de Tévennec est élu lauréat des « Coups de Cœur » du Cluster maritime français 16.

#### 2016
L'opération « Lumière sur Tévennec » est lancée. Le président de la SNPB, Marc Pointud, passe 69 jours en solitaire sur le phare du 29 février au 5 mai 201613. Tévennec devient l’idole des médias nationaux et étrangers toutes catégories. Des dizaines d’articles, reportages, émissions, interviews sont consacrés au séjour et à ce patrimoine, lui conférant une notoriété à l'égal de celle des phares en mer les plus connus. Il devient le symbole de la sauvegarde des phares en mer. Dans son livre “Phares des côtes bretonnes”  Pierre-François Bonneau écrit : “Automatisé en 1910, le phare de Tévennec fut livré aux éléments jusqu’à ce que Marc Pointud, président d’une association de sauvegarde, décide de s’y installer pendant deux mois en 2016, faisant du phare le symbole d’un patrimoine à préserver coûte que coûte”.

#### 2017
De nombreuses conférences et projections sont organisées par la SNPB en France et lors des fêtes maritimes pour faire connaître le projet Tévennec. Le 17 octobre, le youtubeur Mamytwink publie une vidéo dans laquelle il passe une nuit dans le phare (celle du 14 au 15 octobre), accompagné de deux amis ainsi que de Marc Pointud18. Dans cette vidéo, ils racontent notamment des faits historiques sur le phare et leur nuit passée au phare. La vidéo a été vue plus d’un million de fois.

#### 2018
Sortie chez Coop-Breizh du livre de Marc Pointud « Lumière sur Tévennec » relatant l'histoire du rocher et de la maison-phare et comportant la relation quotidienne de son séjour. En fin d'année, le délégué de la SNPB pour la région Auvergne Rhône-Alpes organise une grande rencontre avec les premières entreprises désireuses de participer à la restauration du toit sous le régime du mécénat. D'autres suivront. Le choix du mécénat d'entreprises résulte d'une volonté de la SNPB de ne pas recourir au financement public.

#### 2019
La première édition du livre étant épuisée, l'éditeur en lance une seconde. En juillet  les plans numériques en 3D (16) de l'intérieur de la maison-phare et de l'extérieur sont  levés par deux entreprises lyonnaises partenaires dans le cadre du mécénat d'entreprise. L'ensemble de l'îlot est aussi relevé en photogrammétrie. Grâce à ces relevés très précis des plans en haute définition sont établis par un architecte en collaboration avec une entreprise spécialisée dans la maîtrise d'œuvre en matière de restauration des bâtiments du patrimoine.

#### 2020
La période Covid retarde la préparation du dossier de restauration devant être proposé aux administrations concernées. Or la date butoir est le 10 juin 2021, terme des dix ans de l’autorisation d’occupation signée jour pour jour en 2011. Le délégué de la SNPB pour la région Auvergne Rhône-Alpes coordonne avec les entreprises l'élaboration du dossier technique en vue de la demande d'autorisation. Plans, notices explicatives et études techniques sont prêts fin 2020. Il reste à régler la logistique du futur chantier, loin d’être une affaire aisée au regard des fortes contraintes du lieu (transport des matériaux, conditions météo, etc.). Néanmoins l'administration gestionnaire des lieux ne proposera jamais son assistance.

##### 2021
Début 2021 Une réunion de présentation du projet avec les autorités relevant du dossier est organisée par l'UDAP29 avec la SNPB, la DRAC et le représentant de l'administration gestionnaire des lieux. Ils rejettent sans appel ni étude approfondie des propositions pourtant étayées par un dossier technique complet établi par des spécialistes.
Mars 2021: Le ministère de la Mer organise une réunion avec la SNPB et les services centraux concernés par le dossier Tévennec. Lors de cette réunion, le cabinet de la  ministre informe la SNPB que son engagement depuis une vingtaine d'années pour la cause des phares, reconnu comme légitime, a incité le ministère à lancer un grand plan de leur restauration, notamment ceux en mer. Comme prévu, la SNPB liste les phares en mer, qui selon son avis, nécessitent des travaux de restauration urgents. En établissant cette liste, la SNPB propose que Tévennec soit en première place, ce qui est retenu.
Mai 2021: Le musicien électro Romain De La Haye, nom de scène Molécule, séjourne à Tévennec pour composer à partir des sons du phare. Il en sortira un album éponyme "Tévennec". Une équipe de Thalassa l'accompagne et tourne sur ce sujet ainsi que sur la SNPB pour son magazine.
Juin 2021: Pour respecter la convention d'occupation qui prend fin et permettre au futur chantier du toit qui s'annonce de se faire, la SNPB se retire de Tévennec.

#### 2022
Le financement du plan de restauration provenant des fonds propres du ministère, la création d'un Fonds d’Intervention Maritime est actée. Ainsi, Tévennec, dès le premier appel à projets de 2022, bénéficie des crédits nécessaires pour sa restauration (+ 600.000 euros). Dans un numéro “20 minutes” de mai 2022 on peut lire sous la plume de Camille Allain : « Enfin ! Le phare maudit de Tévennec sera rénové et sauvé d’une mort assurée” et il poursuit:  « La mobilisation d’un homme qui y a passé deux mois a fini par payer. L’État va engager des travaux de rénovation du bâtiment.»

#### 2023
Le toit et la charpenterie de la maison-phare sont rénovés d’avril à septembre 2023. Attendu depuis des décennies, ce chantier qu'il fallait faire couronne dix ans de lutte en faveur de Tévennec pour lui permettre d'avoir une seconde vie.
Afin de démontrer qu’il est possible d’y organiser une forme de vie et de séjour, la SNPB a pu tester in-situ les difficultés et les possibilités du projet de résidence d'artiste. Au cours de ces dix ans, et sans aucun incident, elle y a notamment reçu, parmi tant d'autres, des artistes très connus, des équipes de reportage comme Thalassa, Arte, France Culture, des youtubeurs très médiatisés. Cette décennie de présence a par ailleurs enrichi la SNPB d’une grande connaissance de ces lieux difficiles à tous points de vue et d’une expérience unique.

#### 2025
En mai 2025, une équipe de tournage effectue des prises de vues du phare du Tévennec, pour les besoins de la série Harry Potter, développée par Warner Bros.

## Le phare dans la littérature
Tévennec a inspiré :
- Anatole Le Braz, L'Esprit du phare,
- Louis Le Cunff, Feux de mer.
- Jean Danzé, Les guetteurs de Tévennec
- Marc Pointud, Lumière sur Tévennec